# Persone di nome Clifford
| Questa pagina contiene informazioni ricavate automaticamente dalle voci biografiche con l'ausilio del template Bio e di un bot. L'aggiornamento è periodico e automatico e ricostruisce completamente la pagina. Se manca una persona in questa lista, sei pregato di non aggiungerla, ma accertati piuttosto che la sua voce biografica contenga il template Bio e che i dati anagrafici siano correttamente compilati. Se il template Bio manca, inseriscilo tu stesso o, in alternativa, metti l'avviso {{tmp\|Bio}} che ne segnala la mancanza. Se i dati riportati sono sbagliati, correggi direttamente la voce biografica; le modifiche saranno visibili in questa lista entro pochi giorni. Per chiarimenti vedi il progetto antroponimi. La lista contiene solo le 92 persone che sono citate nell'enciclopedia e per le quali è stato implementato correttamente il template Bio. Pagina aggiornata al 16 ott 2024. |

Questa è una lista di persone presenti nell'enciclopedia che hanno il prenome Clifford, suddivise per attività principale.

## Allenatori di calcio(1)
- Clifford Miranda, allenatore di calcio e ex calciatore indiano (Margao, n. 1982)

## Antropologi(1)
- Clifford Geertz, antropologo statunitense (San Francisco, n. 1926 - Filadelfia, † 2006)

## Arbitri di pallacanestro(1)
- Cliff Fagan, arbitro di pallacanestro e dirigente sportivo statunitense (Mankato, n. 1911 - † 1995)

## Artisti(1)
- Clifford Possum Tjapaltjarri, artista australiano (Napperby Station, n. 1932 - Alice Springs, † 2002)

## Attori(5)
- Cliff Arquette, attore, comico e personaggio televisivo statunitense (Ohio, n. 1905 - California, † 1974)
- Cliff Curtis, attore neozelandese (Rotorua, n. 1968)
- Ernest Miller, attore e ex wrestler statunitense (Atlanta, n. 1964)
- Cliff Osmond, attore e docente statunitense (Jersey City, n. 1937 - Pacific Palisades, † 2012)
- Clifford Severn, attore statunitense (Johannesburg, n. 1925 - Los Angeles, † 2014)

## Aviatori(1)
- Clifford McEwen, aviatore canadese (Griswold, n. 1896 - Toronto, † 1967)

## Avvocati(1)
- Clifford Durr, avvocato e attivista statunitense (Montgomery, n. 1899 - Contea di Elmore, † 1975)

## Bassisti(2)
- Cliff Burton, bassista statunitense (Castro Valley, n. 1962 - Ljungby, † 1986)
- Cliff Williams, bassista inglese (Romford, n. 1949)

## Batteristi(1)
- Andy Anderson, batterista inglese (Londra, n. 1951 - † 2019)

## Bobbisti(1)
- Clifford Gray, bobbista statunitense (Chicago, n. 1892 - San Diego, † 1968)

## Calciatori(7)
- Clifford Aboagye, calciatore ghanese (Accra, n. 1995)
- Clifford Adams, calciatore americo-verginiano (n. 1993)
- Clifford Gatt Baldacchino, calciatore maltese (n. 1988)
- Cliff Holton, calciatore inglese (Oxford, n. 1929 - Almería, † 1996)
- Clifford Joseph, ex calciatore dominicense (Dominica, n. 1978)
- Clifford Mulenga, calciatore zambiano (Kapombo, n. 1987)
- Clifford Odame, ex calciatore ghanese (n. 1946)

## Cestisti(17)
- Cliff Anderson, cestista statunitense (Filadelfia, n. 1944 - † 2021)
- Cliff Barker, cestista e allenatore di pallacanestro statunitense (Yorktown, n. 1921 - Satsuma, † 1998)
- Cliff Clinkscales, ex cestista e allenatore di pallacanestro statunitense (Queens, n. 1984)
- Matt Coleman, cestista statunitense (Norfolk, n. 1998)
- Cliff Hagan, ex cestista e allenatore di pallacanestro statunitense (Owensboro, n. 1931)
- Cliff Hammonds, cestista statunitense (Fort Bragg, n. 1985)
- Mauricio Johnson, cestista e allenatore di pallacanestro venezuelano (Maracaibo, n. 1935 - † 2018)
- Clifford Lett, ex cestista statunitense (Pensacola, n. 1965)
- Cliff Levingston, ex cestista e allenatore di pallacanestro statunitense (San Diego, n. 1961)
- Clifford Luyk, ex cestista e allenatore di pallacanestro statunitense (Syracuse, n. 1941)
- Cliff Murray, cestista statunitense (Elkhart, n. 1928 - Mishawaka, † 2018)
- Clifford Ray, ex cestista e allenatore di pallacanestro statunitense (Union, n. 1949)
- Cliff Robinson, ex cestista statunitense (Oakland, n. 1960)
- Clifford Robinson, cestista statunitense (Buffalo, n. 1966 - Portland, † 2020)
- Carl Rodwell, ex cestista australiano (Cowra, n. 1944)
- Clifford Rozier, cestista statunitense (Bradenton, n. 1972 - † 2018)
- Cliff Williams, ex cestista statunitense (Detroit, n. 1945)

## Designer(1)
- Brooks Stevens, designer statunitense (Milwaukee, n. 1911 - Milwaukee, † 1995)

## Disc jockey(1)
- Goldie, disc jockey, musicista e attore britannico (Walsall, n. 1965)

## Drammaturghi(2)
- Clifford Bax, drammaturgo, poeta e giornalista inglese (n. 1886 - † 1962)
- Clifford Odets, drammaturgo, regista e sceneggiatore statunitense (Filadelfia, n. 1906 - Los Angeles, † 1963)

## Fisici(2)
- Clifford Johnson, fisico britannico (Londra, n. 1968)
- Clifford Shull, fisico statunitense (Pittsburgh, n. 1915 - Hamilton, † 2001)

## Giocatori di football americano(10)
- Cliff Aberson, giocatore di football americano e giocatore di baseball statunitense (Chicago, n. 1921 - Vallejo, † 1973)
- Cliff Avril, ex giocatore di football americano statunitense (Jacksonville, n. 1986)
- Cliff Battles, giocatore di football americano statunitense (Akron, n. 1910 - Clearwater, † 1981)
- Cliff Branch, giocatore di football americano statunitense (Houston, n. 1948 - Bullhead City, † 2019)
- Clifford Charlton, ex giocatore di football americano statunitense (Tallahassee, n. 1965)
- Lynn Dickey, ex giocatore di football americano statunitense (Osawatomie, n. 1949)
- Cliff Harris, ex giocatore di football americano statunitense (Fayetteville, n. 1948)
- C.J. Spiller, ex giocatore di football americano statunitense (Lake Butler, n. 1987)
- Cliff Thrift, ex giocatore di football americano statunitense (Dallas, n. 1956)
- C.J. Wilson, giocatore di football americano statunitense (Belhaven, n. 1987)

## Giocatori di snooker(1)
- Cliff Thorburn, giocatore di snooker canadese (Toronto, n. 1948)

## Hockeisti su ghiaccio(2)
- Cliff Crowley, hockeista su ghiaccio canadese (Winnipeg, n. 1906 - Winnipeg, † 1948)
- Cliff Ronning, ex hockeista su ghiaccio canadese (Burnaby, n. 1965)

## Imprenditori(2)
- Cliff Bleszinski, imprenditore statunitense (North Andover, n. 1975)
- Clifford B. Harmon, imprenditore e aviatore statunitense (Urbana, n. 1866 - Cannes, † 1945)

## Ingegneri(2)
- Clifford Hugh Douglas, ingegnere britannico (Edgeley, n. 1879 - Fearnan, † 1952)
- Clifford Milburn Holland, ingegnere statunitense (Somerset, n. 1883 - Battle Creek, † 1924)

## Lottatori(1)
- Clifford Chilcott, lottatore canadese (Blackpool, n. 1898 - Toronto, † 1970)

## Matematici(1)
- Clifford Truesdell, matematico, filosofo e storico della scienza statunitense (Los Angeles, n. 1919 - Baltimora, † 2000)

## Pianisti(1)
- Clifford Curzon, pianista britannico (Londra, n. 1907 - † 1982)

## Politici(5)
- Clifford Darling, politico bahamense (Acklins, n. 1928 - Nassau, † 2011)
- Scott Franklin, politico statunitense (Thomaston, n. 1964)
- Clifford Husbands, politico barbadiano (Saint Andrew, n. 1926 - Saint James, † 2017)
- Cliff Stearns, politico statunitense (Washington, n. 1941)
- Clifford M. Walker, politico statunitense (Monroe, n. 1877 - Monroe, † 1954)

## Pugili(2)
- Clifford Etienne, ex pugile statunitense (Lafayette, n. 1970)
- Chris Graham, pugile canadese (n. 1900 - † 1986)

## Rapper(3)
- Kevin Abstract, rapper statunitense (Corpus Christi, n. 1996)
- T.I., rapper e attore statunitense (Atlanta, n. 1980)
- Method Man, rapper e attore statunitense (New York, n. 1971)

## Registi(1)
- Clifford Smith, regista, attore e produttore cinematografico statunitense (Richmond, n. 1894 - Los Angeles, † 1937)

## Registi teatrali(1)
- Clifford Williams, regista teatrale e attore teatrale britannico (Cardiff, n. 1926 - Londra, † 2005)

## Rugbisti a 15(1)
- Cliff Morgan, rugbista a 15, conduttore televisivo e giornalista britannico (Trebanog, n. 1930 - Bembridge, † 2013)

## Sassofonisti(3)
- Bud Shank, sassofonista e flautista statunitense (Dayton, n. 1926 - † 2009)
- Clifford Jordan, sassofonista statunitense (Chicago, n. 1931 - Manhattan, † 1993)
- Clifford Scott, sassofonista e flautista statunitense (San Antonio, n. 1928 - † 1993)

## Schermidori(1)
- Clifford Bayer, schermidore statunitense (New York, n. 1977)

## Scrittori(5)
- Clifford Gray, scrittore e attore britannico (Birmingham, n. 1887 - Ipswich, † 1941)
- Clifford Irving, scrittore statunitense (New York, n. 1930 - Sarasota, † 2017)
- Clifford A. Pickover, scrittore e saggista statunitense (Contea di Ocean, n. 1957)
- Clifford D. Simak, scrittore, giornalista e autore di fantascienza statunitense (Millville, n. 1904 - Minneapolis, † 1988)
- Clifford Witting, scrittore inglese (Londra, n. 1907 - † 1968)

## Storici(1)
- Clifford Edmund Bosworth, storico, iranista e arabista britannico (Sheffield, n. 1928 - Yeovil, † 2015)

## Tennisti(1)
- Cliff Sutter, tennista statunitense (New Orleans, n. 1910 - Barnstable, † 2000)

## Trombettisti(1)
- Clifford Brown, trombettista statunitense (Wilmington, n. 1930 - Pennsylvania, † 1956)

## Velocisti(1)
- Cliff Bourland, velocista statunitense (Los Angeles, n. 1921 - Santa Monica, † 2018)

## Wrestler(1)
- Domino, ex wrestler statunitense (Contea di Nassau, n. 1979)